# Ende Gelände
Ende Gelände (EG) (exprimarea germană pentru „aici, nu mai departe”; traducere literară „sfârșitul terenului”) este o mișcare de nesupunere civilă care ocupă minele de cărbune din Germania pentru a crește gradul de conștientizare pentru justiția climatică. Din 2015, Ende Gelände organizează acțiuni de nesupunere civilă în masă împotriva minelor de cărbune din Renania, Lusatia și Leipzig. Din 2017, a participat la proteste de nesupunere civilă împotriva exploatării cărbunelui și a fracking-ului în Polonia, Țările de Jos și Republica Cehă. Sprijină mișcarea Veneției împotriva marilor nave de croazieră. La protestele anuale din Germania au participat între 3000 și 7000 de participanți. Sprijină în mod regulat mitinguri anti-rasiste în Germania și a găzduit o serie de proteste locale mai mici din 2018.

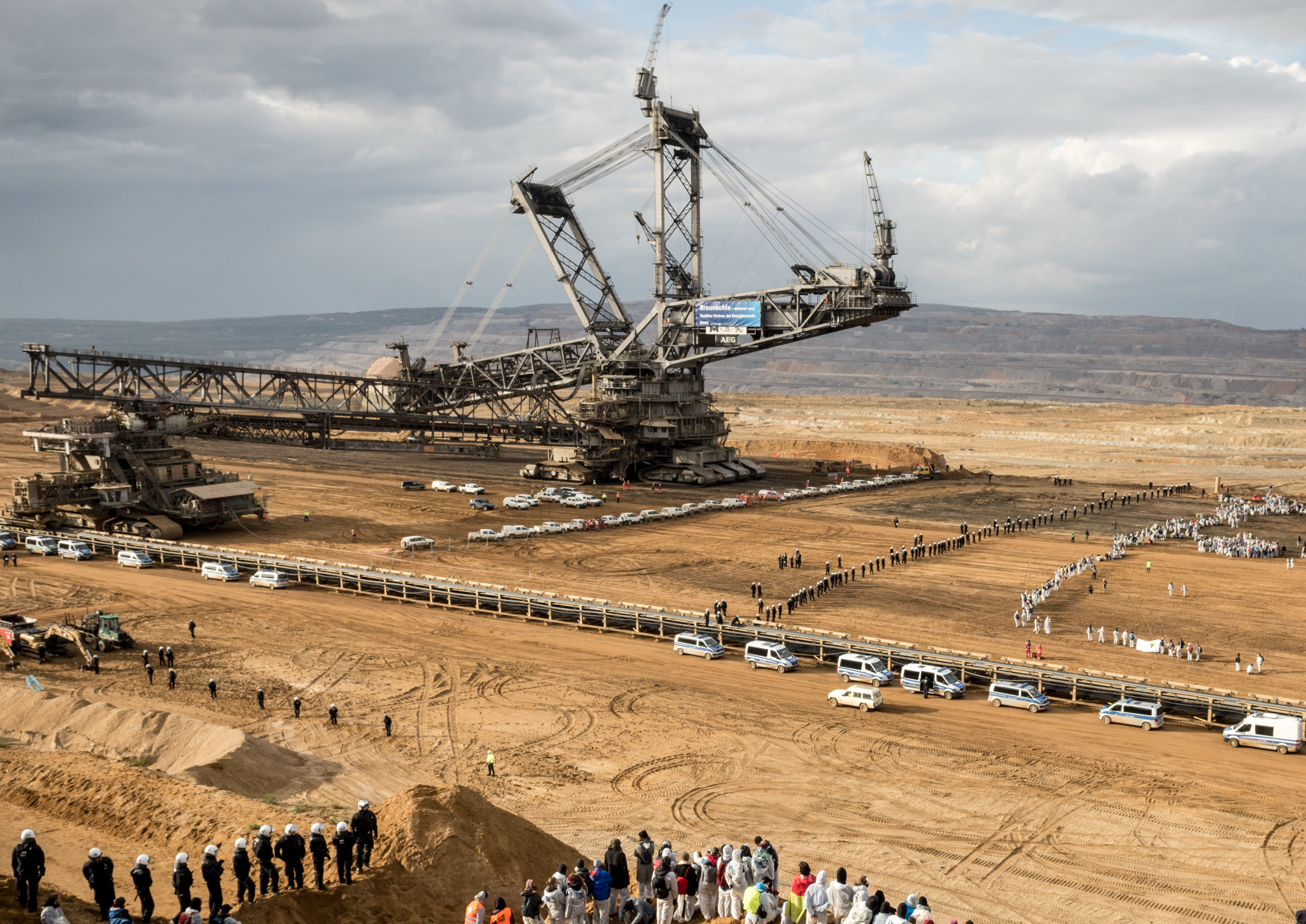
Acțiune Ende Gelände din 2017 cu linia formată de poliție și cea de activiști, în fundal un excavator cu roți cu cupe de cărbune al RWE

## Organizație
Ende Gelände (EG) a fost înființată de o alianță largă de grupuri anti-minerit, grupuri care acționează pentru schimbările climatice, mari organizații de mediu, grupuri de stânga și altele. Mari organizații precum Fridays For Future sau Greenpeace și-au exprimat solidaritatea cu mișcarea Ende Gelände. Ea a evoluat dintr-o alianță într-o mișcare de sine stătătoare în 2017 odată cu apariția unor grupuri locale independente. În 2020, are 50 de grupuri locale în Germania și încă nouă în toată Europa (Suedia, Țările de Jos, Danemarca, Franța, Belgia, Elveția, Italia, Austria, Cehia).

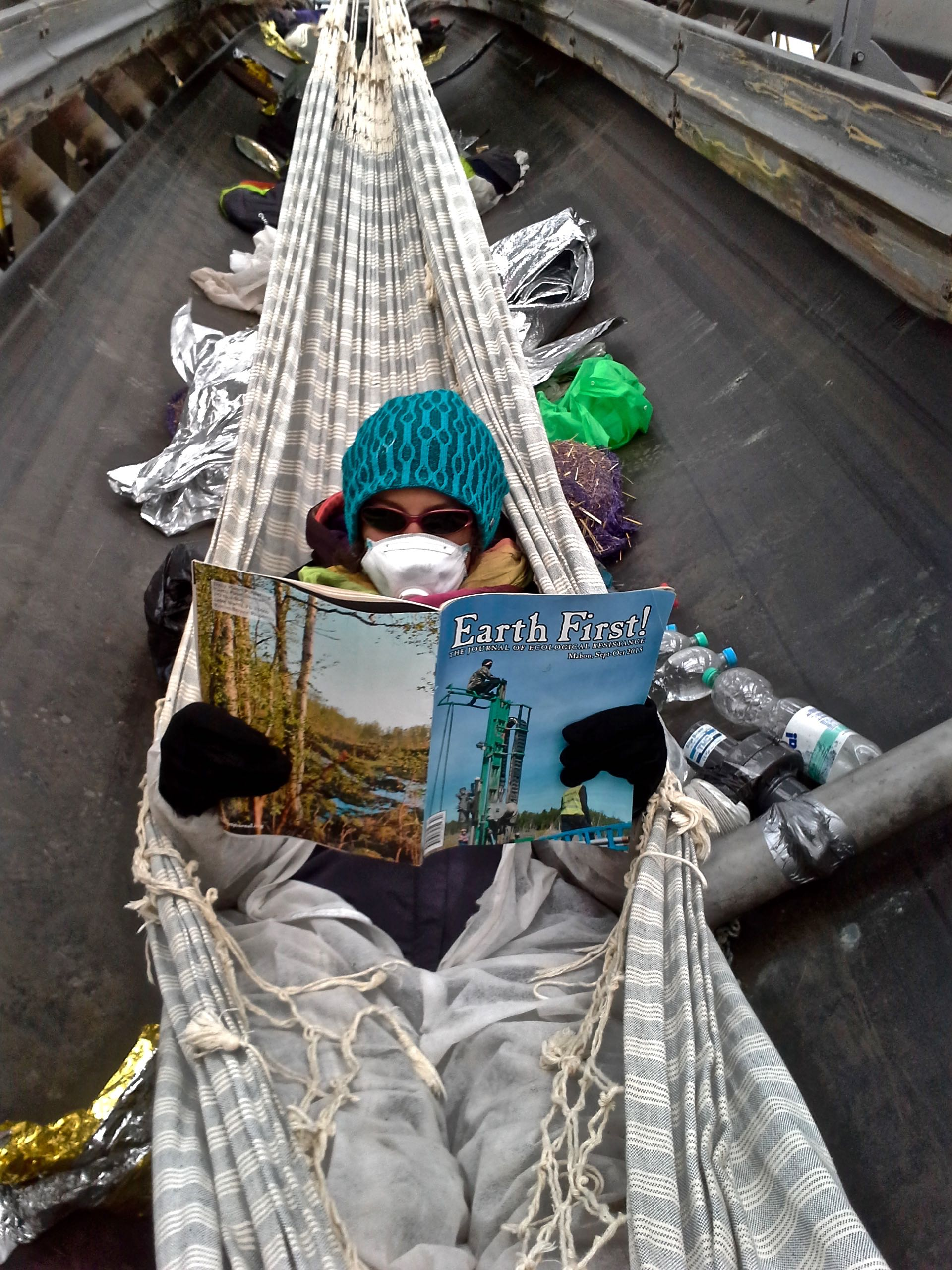
Ende Gelände 2016

Mișcarea internațională are întâlniri aproape lunare în diferite orașe din Germania. Discuțiile sunt de obicei traduse simultan în engleză. Buletinele informative și comunicarea din taberele climatice sunt în mare parte traduse în engleză sau în alte limbi europene. Are 19 grupuri de lucru pe teme precum înființarea taberei, relații cu presa, finanțe, probleme juridice etc.
EG nu face parte dintr-un ONG și nu primește finanțare regulată. Mișcarea este susținută de o vastă rețea de voluntari, mulți dintre ei organizați în alte mișcări precum echipa juridică care îi sprijină pe toți cei care se confruntă cu consecințele legale ale actelor de nesupunere civilă. EG nu este înregistrat legal în Germania și, prin urmare, nu poate fi susținut financiar de majoritatea ONG-urilor. Purtătorii de cuvânt folosesc în cea mai mare parte pseudonime, deși unii dintre ei folosesc numele lor reale.
EG este unul dintre cele mai mari grupuri de mediu auto-organizate. Cultura sa de luare a deciziilor și de auto-organizare este în general văzută ca un factor cheie în rezistența sa.

## Metode
Ende Gelände a blocat infrastructura minelor de cărbune printr-un eveniment mare. „Formele sale de acțiune sunt blocaje ale infrastructurii pentru extragerea și prelucrarea fosilelor, cum ar fi cărbunele și gazul, blocaje anunțate în mod deschis ”, folosind metode de nesupunere civilă pașnică.

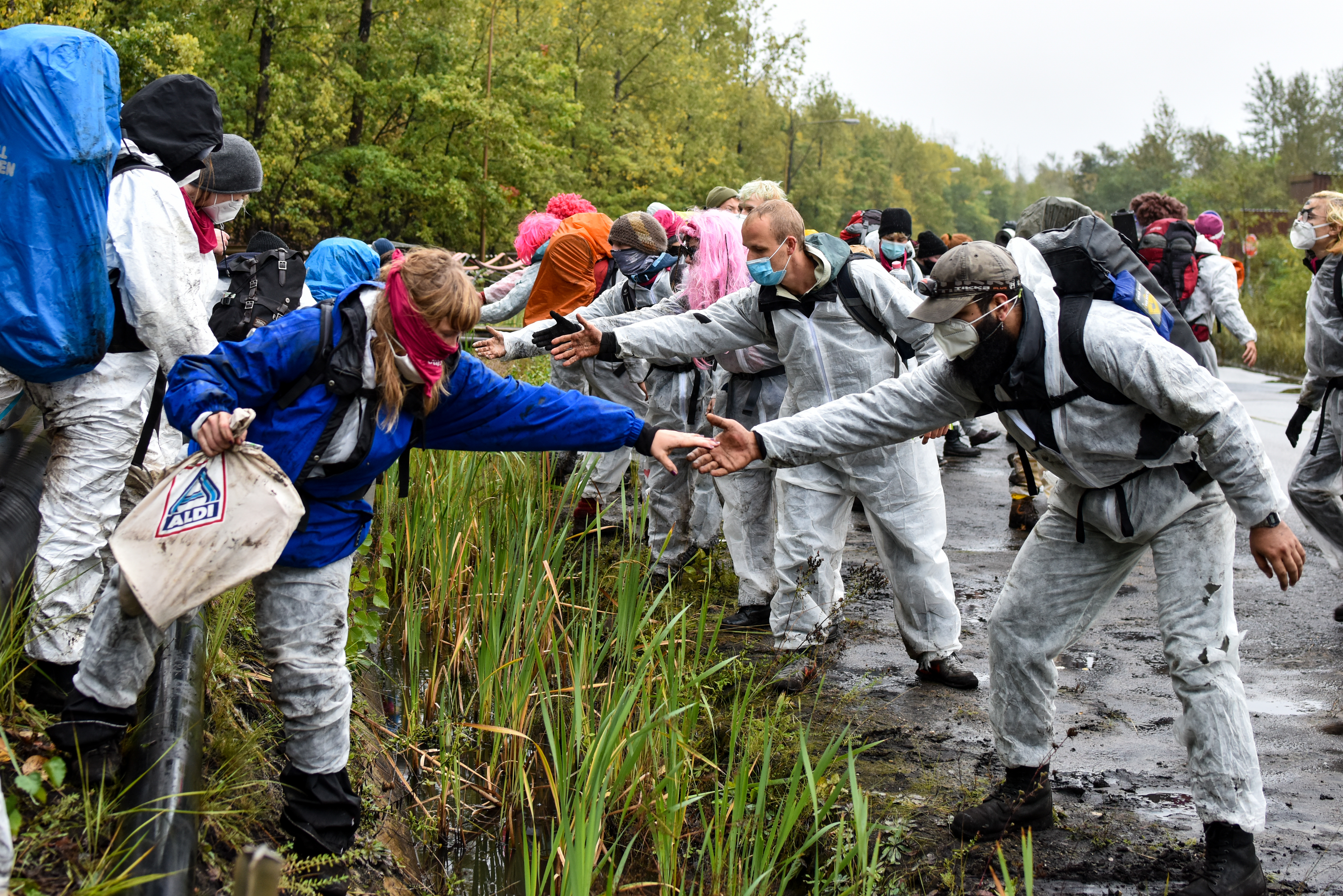
Eveniment Ende Gelände: Degetul roz urcă peste un șanț

EG se vede în tradiția neascultării civile în protestele de mediu, cum ar fi primele tabere climatice din Regatul Unit sau mișcarea antinucleară din Germania.

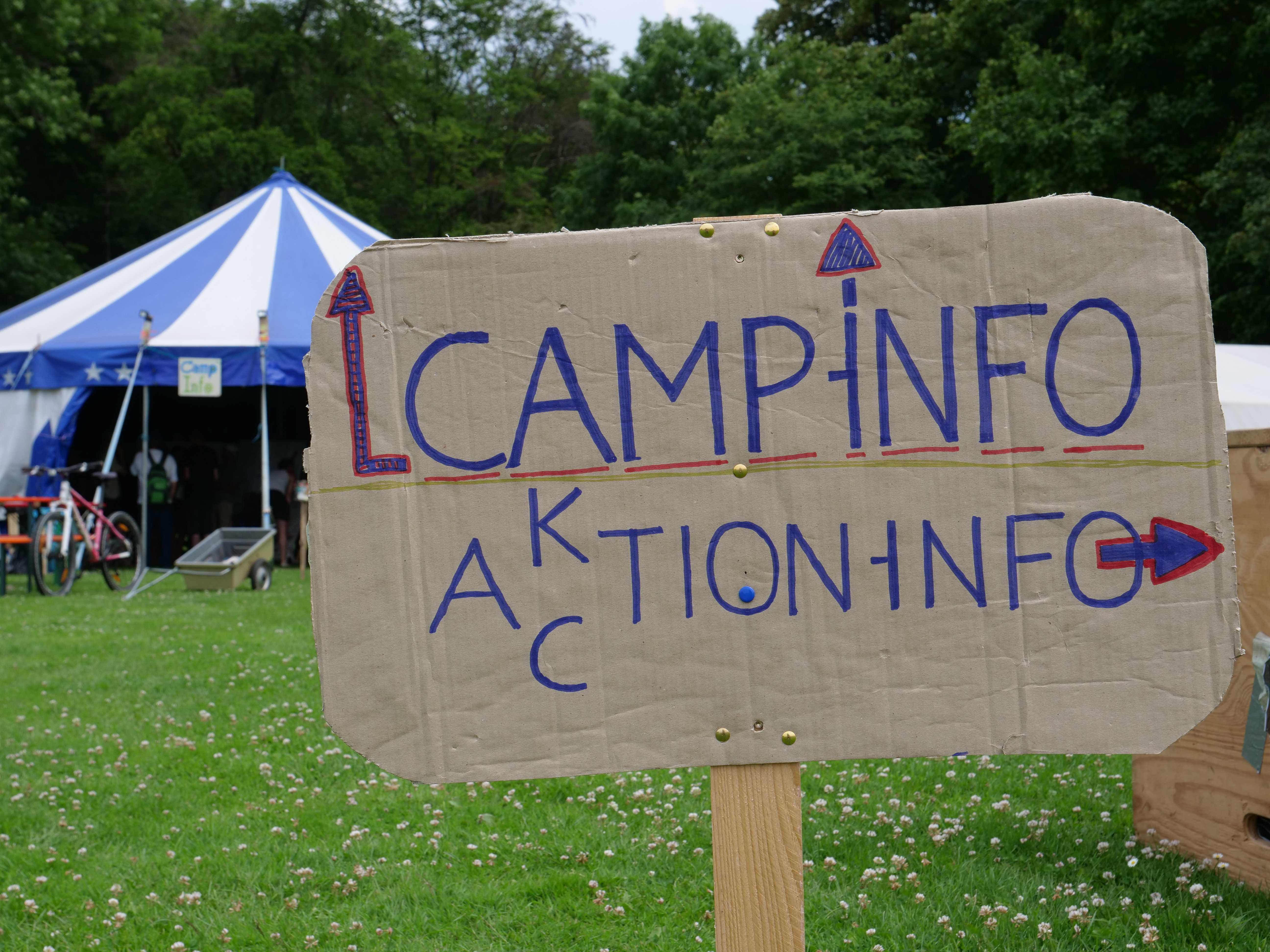
Tabăra de protest Ende Gelände, 19 iunie 2019

## Opoziție față de partidul de extremă dreaptă și rasism
EG a participat la mai multe mitinguri anti-rasiste și mitinguri împotriva reuniunilor partidului de extremă dreaptă din Germania, Alternativa pentru Germania (AfD), cu sloganul „Mișcarea pentru climă înseamnă Antifa”.
Extrema-dreapta AfD etichetează EG ca fiind extremistă și solicită reprimarea prin mijloace legale sau prin serviciul secret național „Verfassungsschutz”.

## Violența poliției
Extrema dreaptă și rapoartele poliției publicate în mod regulat susțin că membrii EG sunt violenți, contrar a ceea ce declară, deși nu au fost raportate incidente de violență. EG respinge în mod regulat aceste acuzații. EG a acuzat poliția în 2017 și 2020 de violență ilegală împotriva protestatarilor pașnici. În 2020, poliția a rănit activiști folosind câini împotriva lor. Rapoartele EG indică că de-a lungul anilor zeci din mii au fost în mare parte răniți ușor, în timp ce câțiva au fost răniți grav.

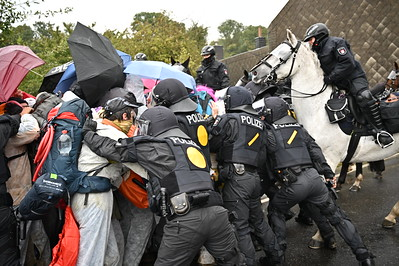
Unul din mai multe grupuri se confruntă cu poliția călare

Pozițiile EG împotriva violenței poliției au fost preluate pe scară largă în mass-media națională, iar raportarea a fost în mare parte în favoarea grupului EG, deși, până în anul 2020, nici o persoană din forțele de poliție nu a fost trasă la răspundere. Ende Gelände a emis o declarație de presă în 2020 care a ridicat acuzațiile împotriva poliției la nivelul de „problemă a poliției în Germania”, deoarece acestea încalcă în mod sistematic drepturile constituționale ale activiștilor.

## Obiective și impact
Ende Gelände se consideră parte a mișcării globale pentru justiția climatică. Ea solicită încetarea imediată a producției de energie pe bază de cărbune și o tranziție socială și ecologică care să depășească „capitalismul fosil”. EG respinge demolarea în curs de desfășurare a satelor pentru extinderea minelor de cărbune. EG a sprijinit ocuparea pădurii Hambach din apropiere de Köln, care urma să fie tăiată pentru extinderea unei mine de cărbune. Pădurea a fost în sfârșit salvată, iar EG a numit-o o victorie pentru mișcarea pentru justiția climatică.
În 2016, sloganul său a fost „noi suntem riscul investiției”. Protestul EG împotriva Vattenfall a fost descris de scriitorul John Jordan drept „acțiune directă maximă”. Parlamentul german a redeschis discuția cu privire la vânzarea propusă și compania a vândut în cele din urmă la -1,7 miliarde (din cauza datoriilor de mediu) în loc de cele așteptate 2 până la 3 miliarde.

## Evenimente mai mici și locale
EG a participat sau a organizat diverse evenimente mai mici, cum ar fi contestarea activităților de greenwashing a companiei naționale de căi ferate a Germaniei sau împotriva politicii climatice a cancelarului Merkel.

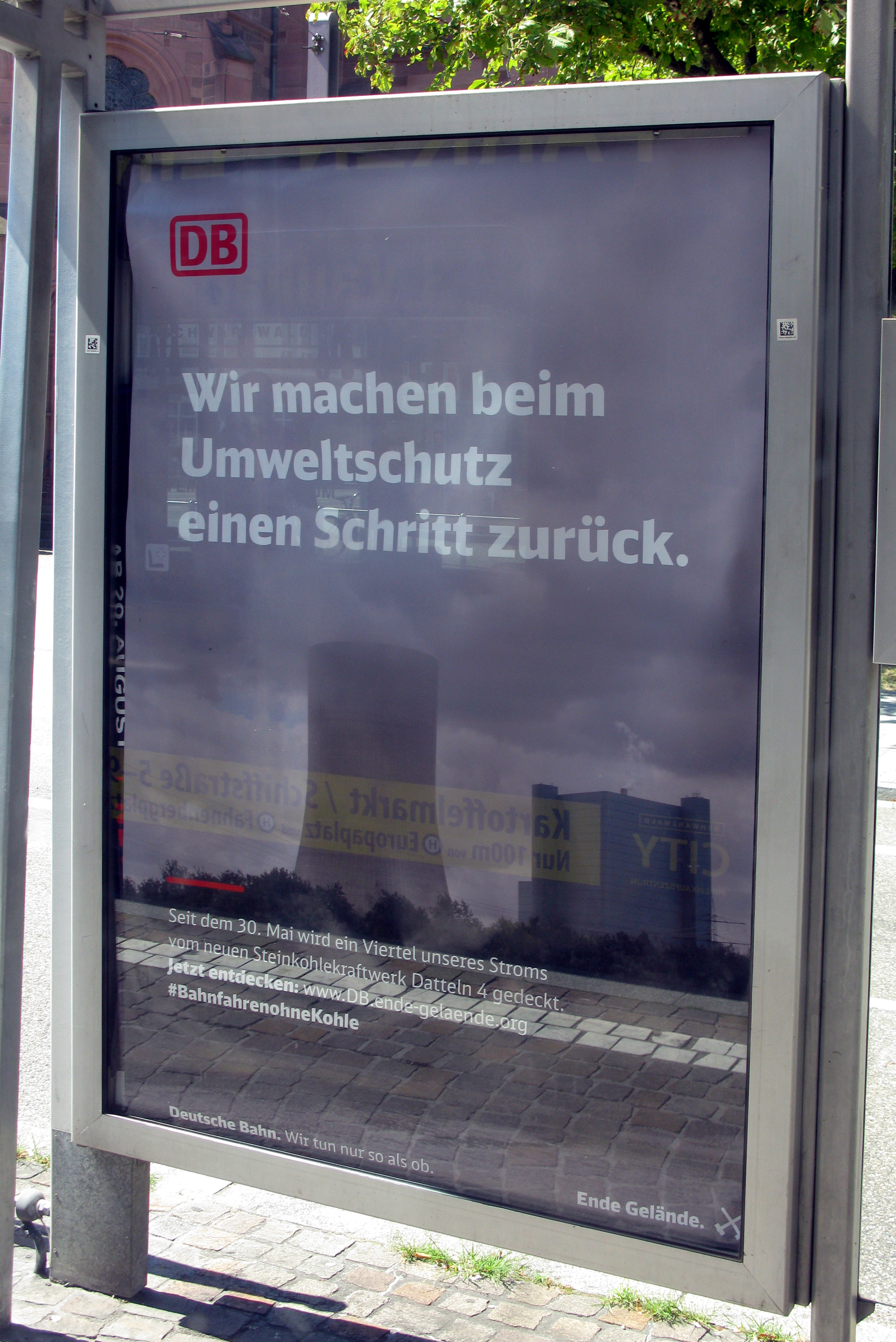
Mesaj împotriva companiei feroviare germane Deutsche Bahn în Freiburg, 2020

Grupurile locale EG au protestat cu demonstrații și acte de nesupunere civilă împotriva noii centrale electrice Datteln 4 care arde cărbunele importat din Rusia și Columbia și împotriva „comisiei cărbunelui” a guvernului care a emis un plan în 2020 pentru a pune capăt producției de energie pe cărbune până în 2038 - mult mai târziu decât perioada cerută de organizațiilemișcării ecologiste și ONG-uri.

## Muncitori și sindicate

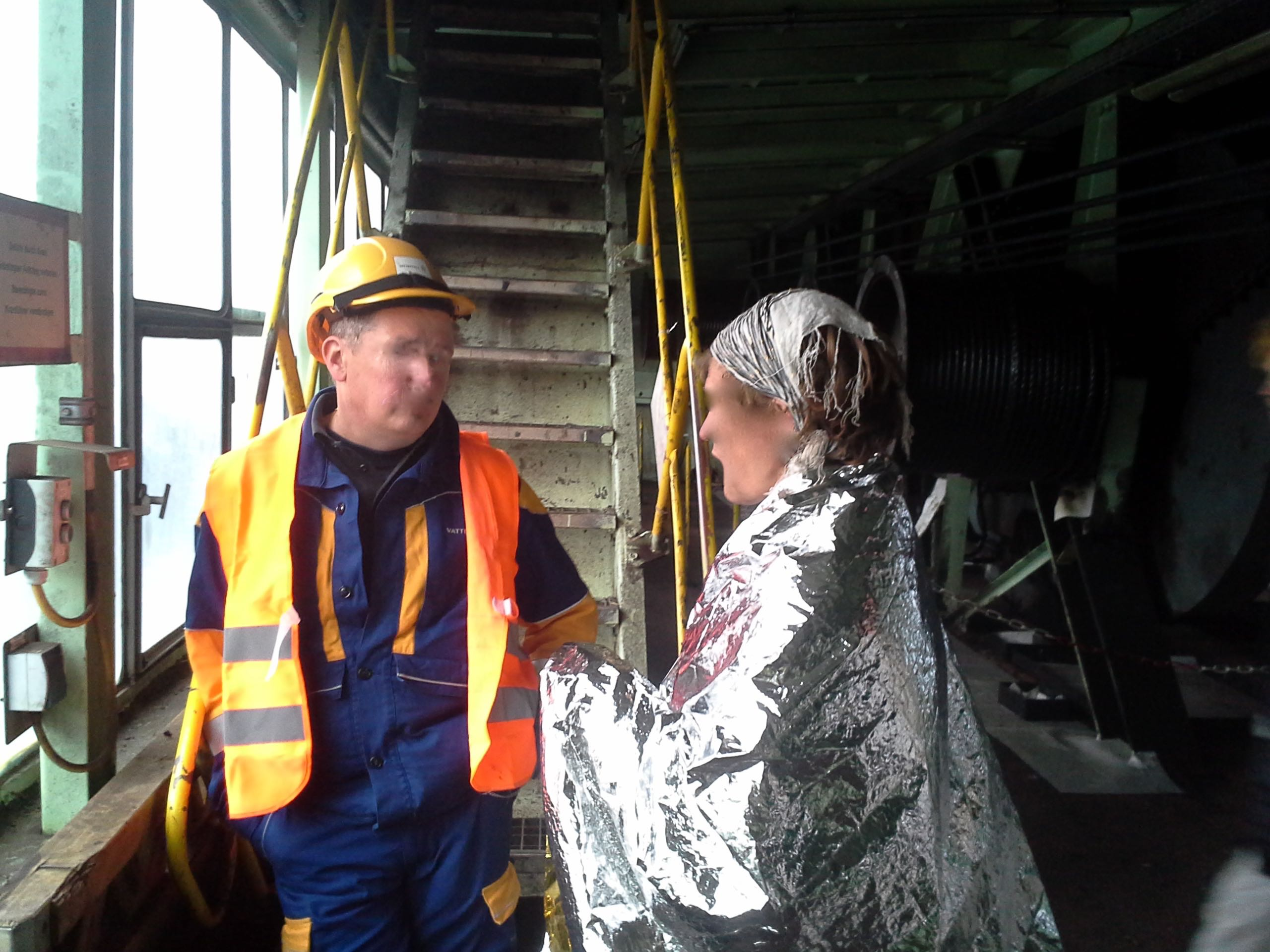
Un miner și un activist vorbind în timpul evenimentului Ende Gelände din 2016

EG a purtat mai multe discuții la nivel mediu cu reprezentanții sindicatelor. Printre cererile sale se numără o strategie de tranziție pentru regiunile dependente de cărbune care să cuprinsă și soluții fără concedieri. Cei 30000 de mineri și muncitori din industria mineră din Germania sunt organizați în sindicate. Sindicatul IGBCE respinge în cea mai mare parte cererile pentru o tranziție și a fost sceptic în ceea ce privește acordul de la Paris și politica climatică în timp ce al doilea cel mai mare sindicat Ver.di susține un plan de tranziție încă din 2016.

## Europenizarea

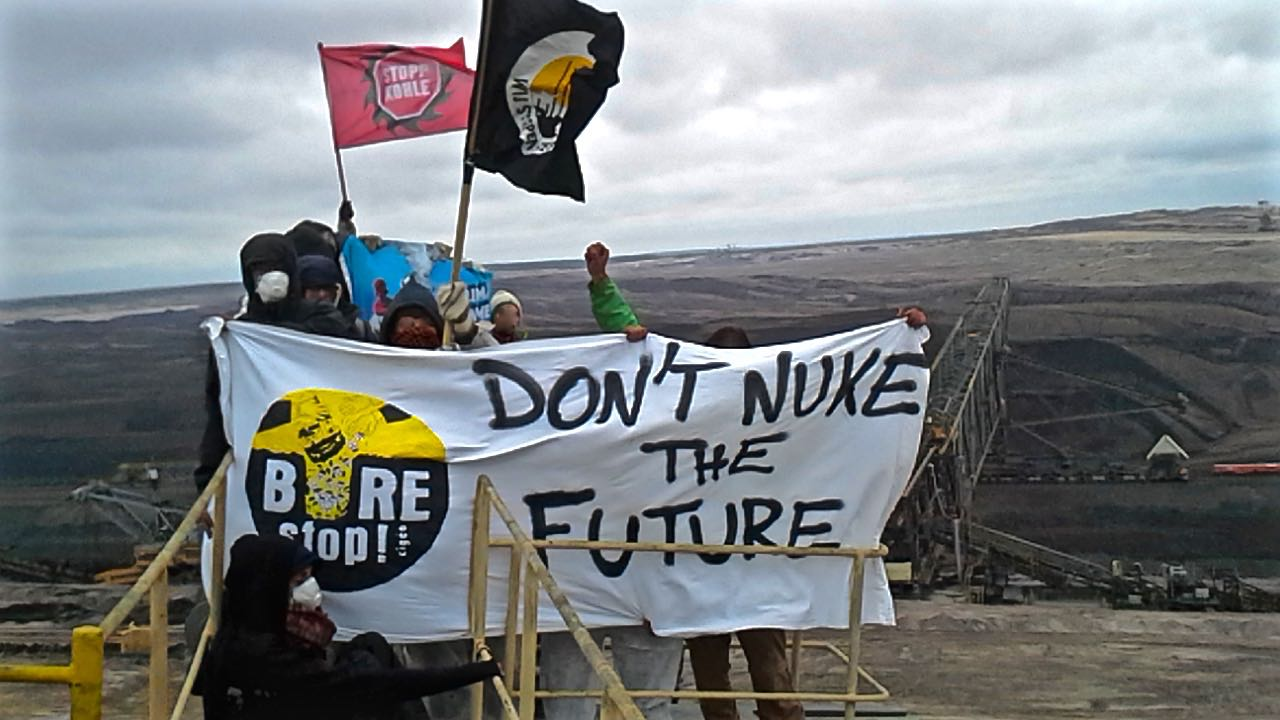
Ende Gelände 2016

Ende Gelände a anunțat strategia EGGE (Ende Gelaende goes Europe) în 2018 și a devenit din ce în ce mai internațională. Până acum, există filiale în opt țări UE, care au trimis activiști în Germania pentru activitățile EG. Din Germania, activiștii au fost la Veneția în cadrul protestelor împotriva navelor de croazieră „no grande navi” în 2019 și 2020, în Republica Cehă în protestele „limity jizme” împotriva mineritului din 2017, la taberele împotriva mineritului și la protestele din Polonia în 2019 și 2020, precum și la protestul împotriva fracking-ului Code Root din Țările de Jos în 2018 și 2019.